# San Fermín-Orcasur (métro de Madrid)
San Fermín-Orcasur est une station de la ligne 3 du métro de Madrid en Espagne. Elle est située sous l'avenue d'Andalousie, entre les quartiers San Fermín et Orcasur, dans l'arrondissement d'Usera.

## Situation sur le réseau
La station est située entre Hospital 12 de Octubre au nord, en direction de Moncloa, et Ciudad de los Ángeles au sud, en direction de El Casar.
La station s'étend sur 108 m de longueur, pour une largeur maximale de 49,2 m et est située à une profondeur de 29 m. Elle se présente sur trois niveaux, le vestibule, un niveau intermédiaire et les quais.
Elle possède une voie dans chaque sens et deux quais latéraux.

## Histoire
La station est ouverte le 21 avril 2007, lors de la mise en service du prolongement de la ligne au sud de Legazpi jusqu'à Villaverde Alto.

## Services aux voyageurs

### Accès et accueil
L'accès à la station s'effectue par deux édicules entièrement vitrés de forme rectangulaire situés de chaque côté de l'avenue, équipés d'escaliers et d'escaliers mécaniques, auxquels s'ajoute un accès direct par ascenseur depuis l'extérieur.

### Intermodalité
La station est en correspondance avec les lignes d'autobus no 18, 22, 59, 79, 85, 86, N13 et N14 du réseau EMT et avec les lignes d'autocars interurbains no 411, 421, 422, 424, 447, 448, N401 et N402.